# 제리 하이덴라이크

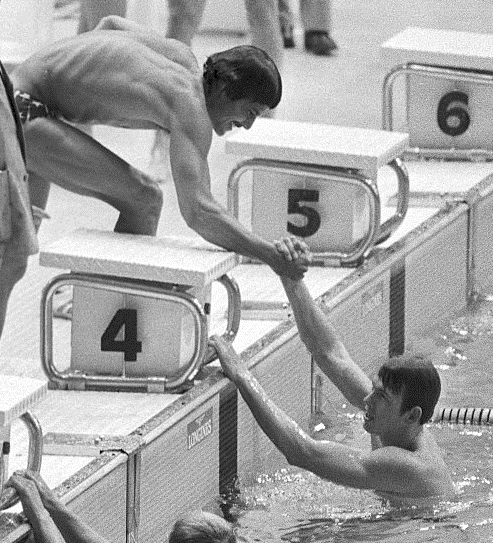

제리 하이덴라이크(Jerry Heidenreich, 1950년 2월 4일 ~ 2002년 4월 18일)는 전 미국의 수영 선수이자, 올림픽 챔피언이었다.
오클라호마주 털사 출신으로 1972년 뮌헨 올림픽에서 마크 스피츠와 함께 400m 혼계영과 400m 자유형 계주의 일원으로 금메달을 획득하였다.
또한 100m 자유형에서 은메달, 100m 접영에서 동메달을 따기도 하였다.
자신의 경력 동안 전부 계영 팀의 일원으로서 6개의 세계 기록을 세웠다.
1992년 국제 수영 명예의 전당에 헌액되었다.

## 같이 보기
- 올림픽 수영 남자 메달리스트 목록
- 수영 계영 400m 세계 기록 추이
- 수영 혼계영 400m 세계 기록 추이
- 수영 계영 800m 세계 기록 추이